# Mariner 3
Mariner 3 a Mariner 4 byly identické sondy programu Mariner určené k průletu kolem Marsu a k fotografování jeho povrchu.

## Průběh letu
Mariner 3 byl vypuštěn 5. listopadu 1964 z Mysu Canaveral raketou Atlas. Po startu se neoddělil aerodynamický kryt a tak nemohly být rozvinuty sluneční baterie. Po vyčerpání energie z akumulátorů přestal Mariner vysílat. Mise skončila neúspěchem, nyní se sonda pohybuje po heliocentrické dráze, která neprotíná dráhu Marsu.

## Vybavení sondy
Sonda tvořila hranol z hořčíkové slitiny s veškerým elektronickým vybavením. K tomuto tělesu byly připevněny na bocích panely slunečních baterií a k základnám korekční motor, antény telekomunikačního systému a plošina s vědeckými přístroji
- televizní kamera určená na snímkování povrchu Marsu
- magnetometr na zjištění rozložení magnetického pole Marsu
- spektrální reflektometr na měření teploty povrchu planety
- iontová komora na měření ionizujícího záření po dobu letu a v blízkosti planety
- detektor slunečního plazmatu na měření plazmatického obalu Země a proudů částic v prostoru
- detektor mikrometeoritů na měření energií hmotných částic, se kterými se sonda setká po dobu letu